# Маркус Зитих фон Волкенщайн
Маркус Зитих фон Волкенщайн (на немски: Marcus Sittich Graf von Wolkenstein; * 11 май 1563, вероятно в замък Тростбург до Вайдбрук, Южен Тирол; † между 12 октомври и 2 ноември 1619 или 1620, вероятно в дворец Рафенщайн, днес в Болцано) е граф от род Волкенщайн от Тирол, фрайхер в Нойхауз, Распенщайн и Ванген и първият хронист на Тирол. На 24 октомври 1630 г. линията Тростбург е издигната като графове фон Волкенщайн, фрайхерен на Тростбург и Нойхаус на имперски граф.

## Живот
Той е син на фрайхер Вилхелм II фон Волкенщайн-Тростбург (* 1509; † 13 март 1577, Тростбург), губернатор на Тирол, и втората му съпруга Бенигна фон Аненберг, дъщеря на Антониус фон Аненберг (1420 – 1483/1484) и Кристина фон Велшперг. Внук е на Вилхелм I фон Волкенщайн-Тростбург († 1522) и Анна фон Аненберг († 1520). Брат е на Вилхелм фон Волкенщайн-Тростбург (1554 – 1636) и Енгелхард Дитрих фон Волкенщайн (1566 – 1647) и по-малък полубрат на фрайхер Мелхиор Ханибал фон Волкенщайн (1537 – 1596) и на Мария фон Волкенщайн-Тростбург (1544 – 1607), омъжена за фрайхер Фердинанд фон Шпаур-Флавон († 1614).
Маркус Зитих расте с множеството му братя и сестри в Тростбург. Децата от първия и втория брак не се разбират. Младият Маркус е болнав, чувствителен и се интересува от поезия и науките, особено от история. Родителите му искат той да започне да следва и да стане духовник.
След смъртта на баща му Вилхелм на 13 март 1577 г. фамилията Волкенщайн решава да изпратят 14-годишния Маркус в свитата на по-късния кардинал Андреас Австрийски, син на ерцхерцог Фердинанд II Австрийски, княз на Тирол, и първата му съпруга Филипина Велзер, и той пристига в Рим на 25 април същата година. Той е очарован от Рим. След това Маркус отива в Испания в двора на крал Филип II, братовчед на маркграф Андреас. Маркус служи там в испанската войска с множество тиролски благородници. На 25 август 1580 г. участва в битката при Алкантара при Лисабон, в която крал Филип II побеждава.
Маркус отива след това в Нидерландия, оттам се връща в Испания и след това през 1588 г. обратно в Тирол. В Тирол Маркус влиза в управлението. Той решава да се грижи за своите имения и следването на история.
През 1585 г. новата фамилна резиденция става имението Рафенщайн в Болцано в Южен Тирол. Маркус Зитих реновира и Рафенщайн, построява кула като резинция и прави нова голяма зала, в която излага своята сбирка от антиквитети, която вероятно е събрал в Рим, Испания и Португалия.
През 1589 г. той се жени за Анна Мария Траутзон. Маркус купува имението Ванген с дворец Ванген-Белермонт, живее обаче с фамилията си в Рафенщайн. Анна Мария умира през 1602 г. и той се жени след две години за Маргерита д'Арко, вдовица на граф Гироламо I фон Лодрон († 1606), който е полковник и другар по оръжие на Маркус в Португалия. Те се разделят.
Маркус Зитих се занимава в Рафенщайн със своята голяма хроника на ранната история на Австрия и Тирол, особено на Южен Тирол.
Умира на 56 години между 12 октомври и 2 ноември 1619 или 1620 г. вероятно в неговия дворец Рафенщайн.

## Фамилия
Първи брак: през 1589 г. с фрайин Анна Мария Траутзон († 17 март 1602), дъщеря на фрайхер Балтазар II фон Траутзон († 1594) и Сузана Фугер фон Кирхберг-Вайсенхорн (1539 – 1588), дъщеря на граф Антон Фугер (1493 – 1560) и Анна Релингер фон Боргау (1511 – 1548). Те имат един син:
- Маркус Освалд фон Волкенщайн (1592 – 1636), женен на 25 ноември 1608 г. за графиня Анна Мария Куен фон Белази

Втори брак: през 1604 г. с Маргерита Виктория д'Арко († сл. 1606), вдовица на граф Гироламо I фон Лодрон († 1606), който е полковник и другар по оръжие на Маркус в Португалия, дъщеря на граф Оливиеро д'Арко и Гиневра Колоредо. Бракът е бездетен. Те се разделят.

## Хрониката на Маркус за ранната история на Австрия и Южен Тирол
- 1. Buch: Allgemeine Landesbeschreibung von Tirol (in Abschrift aus dem 18. Jahrhundert erhalten)
- 2. Buch: die sagenhaften deutschen Könige, teilweise in Bayern, von Tuisco bis „Bernpeint“, „Cotz, Diet und Creitschier“ (verschollen)
- 3. Buch: Unterwerfung durch bzw. Kampf mit den Römern, bis ins 5. Jahrhundert mit König Günther „auß Düringen“, Dietrich und dem hl. Severin (verschollen)
- 4. Buch: Geschichte Bayerns bis zur Mitte des 8. Jahrhunderts (als Abschrift erhalten)
- 5. Buch: die Karolinger (verschollen)
- 6. Buch: das Haus Sachsen, die Welfen, bis zur Leihe Tirols an die Andechser (verschollen)
- 7. Buch: die Andechs-Meranier (verschollen)
- 8. Buch: die Grafen von Tirol und ihr Andechser Erbe (verschollen)
- 9. Buch: die Grafen von Görz (verschollen)
- 10. Buch: die Habsburger (verschollen)
- 11. Buch: das Hochstift Trient
- 12. Buch: das Hochstift Brixen
- 13. Buch: Beschreibung der Klöster Tirols
- 14. Buch: Beschreibung der Landgerichte der Grafschaft Tirol an den Welschen Konfinen, im Etsch-, Eisack-und Pustertal

## Произведения
- Otto Stolz, Hans Kramer u. a.: Marx Sittich von Wolkenstein. Landesbeschreibung von Südtirol, verfasst um 1600. Erstmals aus den Handschriften herausgegeben von einer Arbeitsgemeinschaft von Innsbrucker Historikern [Festgabe zu Hermann Wopfners sechzigstem Lebensjahr] (= Schlernschriften. Veröffentlichungen zur Landeskunde von Südtirol. Band 34). Universitätsverlag Wagner, Innsbruck 1936, OCLC 162774458